# Jan Isaak Samuel Zonneveld
Jan Isaak Samuel Zonneveld (* 31. August 1918 in Kampen, Niederlande; † 3. Juni 1995 in Zeist) war ein niederländischer Geologe.
Zonneveld studierte von 1936 bis 1941 an der Universität Leiden. 1947 wurde er bei Isaäk Martinus van der Vlerk (1892–1974) mit einer Arbeit über das Hochmoorgebiet Peel und dessen Umgebung im Quartär promoviert. Er arbeitete von 1948 bis 1952 am Centraal Bureau Luchtkartering (Zentrales Amt für Luftbildkartierung) in Paramaribo. Von 1958 bis 1983 war er Professor für Geologie, Geomorphologie und Chorologie an der Universität Utrecht. 1984 wurde er in die deutsche Leopoldina gewählt.